# Ворсон Вудс (Мисури)
Ворсон Вудс (енгл. Warson Woods) град је у америчкој савезној држави Мисури.

## Демографија
По попису из 2010. године број становника је 1.962, што је 21 (-1,1%) становника мање него 2000. године.
| Група             | 2000.         | 2010.         |
| Белци             | 1.934 (97,5%) | 1.903 (97,0%) |
| Афроамериканци    | 10 (0,5%)     | 9 (0,5%)      |
| Азијати           | 23 (1,2%)     | 13 (0,7%)     |
| Хиспаноамериканци | 11 (0,6%)     | 25 (1,3%)     |
| Укупно            | 1.983         | 1.962         |